# Computer and Video Games
Computer and Video Games (w skrócie CVG lub C+VG) – magazyn o grach komputerowych publikowany w Wielkiej Brytanii prowadzący stronę internetową poświęconą tej tematyce.

## Historia
Magazyn powstał w listopadzie 1981 roku i pierwotnie ukazywał się co miesiąc. Była to jedna z pierwszych publikacji poświęconych grom komputerowym na domowe komputery, chociaż zawierała również informacje o grach na automaty. W połowie lat dziewięćdziesiątych pismo skupiło się wyłącznie na platformach do gier.
W 2004 roku magazyn został zawieszony po tym, jak Future plc wykupiło go od Dennis Publishing (wraz z magazynem PC Zone). Od tego momentu pismo funkcjonowało jedynie w internecie. Wydawca zdecydował się promować własne czasopismo – GamesMaster – zamiast wznowić wydawanie Computer and Video Games.
Magazyn powrócił 16 kwietnia 2008 roku. Otrzymał nowy tytuł – CVG Presents – i został wydany jako dwumiesięcznik. Od tego momentu magazyn koncentrował się w danym numerze na jednym zagadnieniu; pierwszy egzemplarz nowego wydania został poświęcony serii gier komputerowych Grand Theft Auto. W międzyczasie rozbudowano stronę internetową, do której włączono wiele publikacji o grach komputerowych, które nie ukazały się wcześniej w cyfrowej formie, na przykład z magazynu PC Gamer.